# Eleutherodactylus eneidae
Eleutherodactylus eneidae е вид земноводно от семейство Leptodactylidae. Видът е критично застрашен от изчезване.